# Нідерфібах
Нідерфібах (нім. Niederviehbach) — громада в Німеччині, знаходиться в землі Баварія. Підпорядковується адміністративному округу Нижня Баварія. Входить до складу району Дінгольфінг-Ландау.
Площа — 29,62 км2. Населення становить 2651 ос. (станом на 31 грудня 2020).